# Никитенка
Никитенка (Никитинка) — деревня в Жуковском районе Брянской области, в составе Гришинослободского сельского поселения. 
 Расположена в 2,5 км к северо-востоку от посёлка Олсуфьево. Население — 17 человек (2010).

## История
Возникла в начале XX века как посёлок Никитинский; до 2005 года состояла в Олсуфьевском сельсовете.
| Годы      | 1926 | 1979 | 1989 | 2002 | 2010 |
| --------- | ---- | ---- | ---- | ---- | ---- |
| Население | 68   | 34   | 28   | 25   | 17   |